# 企業戰士
企業戰士，是指日本經濟高速發展時最卖力願為公司粉身碎骨的上班族。

## 概要
他們不顧自己家庭為上司賣力工作，為日本經濟高速成長作出貢獻。
1990年泡沫經濟爆破後，過勞死问题也引起社会注意。